# Богуслав Ліберацький
Богуслав Маріан Ліберацький (пол. Bogusław Marian Liberadzki; нар. 12 вересня 1948, Сохачев) — польський політик і економіст, депутат Європейського парламенту з 2004.

## Біографічна довідка
Він закінчив Школу планування та статистики, здобув докторський ступінь, а потім ступінь магістра економіки. Працював головою Вищої школи економіки транспорту у Варшаві та професором факультету інженерії та економіки морського транспорту університету. Він був стипендіатом програми Фулбрайта у 1986–1987 роках в Університеті Іллінойсу (США).
З 1975 по 1981 належав до Соціалістичної спілки польських студентів. Він також був членом Польської об'єднаної робочої партії. У 1989–1993 роках він обіймав посаду державного секретаря, а до 1997 року — міністра у справах транспорту і морського господарства. З 1997 по 2004 рік він обирався до Сейму від Союзу демократичних лівих сил.
Він нагороджений Золотим і Срібним Хрестом за заслуги, медаллю Національної комісії з освіти та почестей промисловості і транспорту.
Одружений, має двох синів.